# Collège pontifical écossais
Le Collège écossais (ou Collège pontifical écossais) est la résidence principale, à Rome, des séminaristes des diocèses de l'Église catholique en Écosse. Fondé en 1600 à la 'via del Tritone' et longtemps confié aux Jésuites il déménage en 1962 à la 'via Cassia' et est dirigé par des prêtres du clergé séculier d'Écosse.    

## Histoire

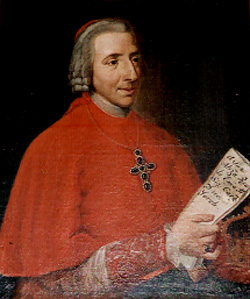
Henri Benoît Stuart, le cardinal-duc d'York, dans un portrait conservé au Collège écossais.

Le Collège écossais est fondé par Clément VIII , le 5 décembre 1600, grâce aux recettes de l'ancien Hospice des Écossais. Au début, le Collège s'installe dans une petite maison de l'actuelle Via del Tritone, en face de l'église de Santa Maria di Costantinopoli. En 1604, le Collège déménage à la Via Felice, aujourd'hui appelée Via delle Quattro Fontane, et il y demeure jusqu'en 1962. Un buste du dernier des Stuarts, le cardinal-duc d'York, s'y trouve encore.
De 1615 à 1773, le Collège écossais est confié à compagnie de Jésus. Après leur suppression en 1773 par Clément XIV, par le bref Dominus ac Redemptor, le Collège est administré par une succession de prêtres italiens jusqu'en 1800, avec l'arrivée de Paul MacPherson, premier recteur issu du clergé séculier écossais. Il assure cette mission pendant 38 ans. Depuis lors, tous les recteurs sont issus des rangs du clergé séculier écossais.
Un autre recteur marquera le Collège par sa longévité, lui aussi à la tête de l'institution pendant 38 ans : Monseigneur William Canon Clapperton (1886-1969), qui a été recteur de 1922 à 1960. Après sa retraite, il est resté à Rome comme chanoine de Saint-Jean-de-Latran et est enterré au cimetière du Campo Verano à Rome, dans la caveau du Collège.
Le Collège a déménagé à son emplacement actuel, sur la Via Cassia, à environ 4 km du centre-ville en 1962. Le nouveau Collège a été officiellement ouvert par le pape Paul VI le 18 novembre 1964. Les séminaristes du Collège pontifical écossais à Rome passent leurs deux premières années d'études en Philosophie à l'Angelicum. Après avoir achevé leurs études philosophiques, et en fonction de leur maîtrise de l'italien, ils poursuivent l'étude de la théologie, soit à l'Université pontificale grégorienne, soit à l'Angelicum, où la théologie est aussi enseignée en anglais. Les prêtres peuvent suivre un troisième cycle de théologie tout en restant au Collège. La célébration de la fête nationale de Saint André est un moment fort de l'année académique au Collège écossais.
La chapelle du collège des maisons conserve la pierre tombale du roi Jacques III et VIII.
Le 14 avril 2016, la communauté du Collège écossais a été accueillie pour une audience privée avec le pape François au Palais apostolique à l'occasion du 400e anniversaire de sa fondation. En 2017, les séminaristes du collège ont été invités à servir lors de la Vigile pascale en la Basilique Saint-Pierre,.

## Personnalités (anciens élèves)
- Alexander Dunbar Winchester (1625-1708), préfet apostolique pour l'Écosse
- Charles Erskine, cardinal et diplomate
- Thomas Gagnante (1925-2001), cardinal, archevêque de Glasgow de 1974 à 2001
- Mario Conti (en), archevêque émérite de Glasgow
- Joseph Devine, évêque de Motherwell
- Philip Tartaglia, nommé archevêque de Glasgow en juillet 2012
- Frederick Rolfe (Baron Corvo) (1860-1913), écrivain[10]
- Adrian Fortescue (1874-1923), liturgiste[11]